# 登記所 (琉球政府)
登記所（とうきじょ）とは、登記事務をつかさどる琉球政府法務局の行政機関である。
本土の場合、登記所とは登記事務を行う法務局・地方法務局・支局・出張所の通称であって、そういう名称の行政機関が存在するわけではないが、琉球政府法務局においては支分部局として「登記所」という名称の機関を設けていた。
復帰の際に、那覇地方法務局の「支局」または「出張所」に改められた。

## 戦前の登記事務
明治39年（1906年）より、沖縄県にも不動産登記法（明治32年法律第24号）が施行され、区裁判所の出張所が県内各地に設けられた。那覇の本庁の他に、首里、与那原、具志川、糸満、嘉手納、久米島、名護、渡久地、大宜味、金武に出張所があった。

## 登記所一覧
- 那覇登記所
- 糸満登記所
- 与那原登記所
- 久米島登記所
- 普天間登記所
- コザ登記所
- 前原登記所
- 石川登記所
- 宜野座登記所
- 名護登記所
- 大宜味登記所
- 本部登記所
- 宮古登記所
- 八重山登記所
- 与那国登記所